# Silkeborg Højskole
 Der er for få eller ingen kildehenvisninger i denne artikel, hvilket er et problem. Du kan hjælpe ved at angive troværdige kilder til de påstande, som fremføres i artiklen.

Silkeborg Højskole er en grundtvigiansk højskole oprettet i 1969 af FDF, der dermed virkeliggjorde en årtier gammel ambition om at stå bag en egen højskole.
Højskolen er beliggende ved Silkeborg Langsø og har omkring 125 elever på de lange kurser. Langt de fleste kursister på højskolens lange kurser (forår og efterår) er unge på vej mellem ungdoms- og videregående uddannelse. 

## Skolens hovedfag
- Friluftsliv
- Idræt & Vandsport
- Keramik
- Kunst
- Musik
- Politik & Debat

Silkeborg Højskole udbyder igennem sommeren en række sommerkurser rettet imod alle aldre og målgrupper. 
Forstander er fra 1. Januar 2022 Claus Staal, der afløste Jacob Zakarias Eyermann.

## Historie
Silkeborg Højskoles historie starter med FDF's stifter, Holger Tornøe, som allerede i 1902 foreslog oprettelsen af en højskole. Idéen modtog gennem årene støtte fra forskellige medlemmer inden for FDF, men det var først i 1960'erne, at projektet for alvor tog form. En detaljeret plan blev udarbejdet, og efter intens debat og forberedelse blev skolen officielt åbnet i oktober 1969.

## Opførslen af de forskellige bygninger
Byggeriet af Silkeborg Højskole blev påbegyndt i 1968, et år efter den officielle godkendelse fra Undervisningsministeriet. Grundstenen blev lagt ved en ceremoni, der markerede starten på opførelsen af de første bygninger, herunder undervisningslokaler, elevværelser, fællesrum og køkkenfaciliteter. Byggeprocessen var ikke uden udfordringer, da håndværkerne kæmpede med at færdiggøre byggeriet til skolestarten i oktober 1969. Elever og lærere mødte derfor ind til en skole, der stadig var en byggeplads, men dette skabte kun en stærkere pionerånd og et tættere fællesskab fra starten.
Svømmehallen, som var en væsentlig del af det oprindelige projekt, blev åbnet i 1977. Den var et resultat af et samarbejde med Silkeborg Kommune og blev hurtigt et populært sted for både skolens elever og byens borgere. Hallen var et eksempel på højskolens ønske om at være en integreret del af lokalsamfundet.
Over årene er skolen blevet udvidet med flere bygninger, herunder en idrætshal og faciliteter til de kunstneriske fag. 
I november 2021 indviede højskolen det prisbelønnede Friluftshus tegnet af tegnestuen ReVærk Arkitektur. Den ene af tegnestuens to ejere, Mathias Nørgård er tidligere elev fra Silkeborg Højskole. 

## Sange fra skolen
Gennem årene er flere sange udsprunget af miljøet på skolen. Den mest kendte er "Livstræet" ("Lad os lege i livstræets krone") med tekst og musik af Erik Lindebjerg og Hans Holm, tidligere henholdsvis kunstlærer og musiklærer. Sangen blev skrevet i al hast i 1985 til brug ved afsløringen af et kunstværk på skolen - billedtæppet Livets Træ Yggdrasil skabt af væveren Inge Nørgaard.
Sangskriver og komponist Marianne Søgaard har siden 2017 været lærer på højskolen.